# BLOB (informatica)
Een BLOB is een – potentieel groot – gegevenselement in een database dat bestaat uit bytes waaraan in de database geen tekencodering of andere interpretatie is verbonden (dit in tegenstelling tot de CLOB). Het woord is gevormd als verwijzing naar het Engelse woord "blob": een vormeloze, onduidelijke substantie, en in het bijzonder zoals gebruikt in de filmklassieker The Blob uit 1958. Later is er de betekenis binary large object) aan gegeven.
In de praktijk is een BLOB bijvoorbeeld een afbeelding (foto) of een stuk muziek. In feite wordt dan niet het bestand in de database opgenomen maar een verwijzing (pointer) naar dat bestand. Voor de gebruiker is dan de BLOB opgenomen in de database.
Een BLOB is het database-equivalent van een binair bestand. Opslaan in een database heeft voor- en nadelen ten opzichte van opslaan in het bestandssysteem.

## Binary blob
Een binair bestand wordt ook wel een blob, of binary blob, genoemd. Dit gebeurt met name in de context van opensourcesoftware. Voor de meeste software die gebruikt wordt op een opensource besturingssysteem zoals Linux geldt dat de broncode meegeleverd wordt, of in ieder geval voor iedereen beschikbaar is. Voor de minderheid van de software waarvoor dit niet geldt (propriëtaire software), wordt door de ontwikkelaar alleen een binair bestand (in de vorm van een executable of driver) geleverd. Dat soort software wordt dan een (binary) blob genoemd. De term wordt in zo'n geval negatief bedoeld.